# Großnöbach
Großnöbach ist ein Kirchdorf im oberbayerischen Landkreis Freising in Bayern mit etwa 350 Einwohnern.

## Geographie
Der Ort liegt am rechten Ufer der Amper, etwa zwei Kilometer südöstlich von Fahrenzhausen, dessen Gemeindeteil Großnöbach seit 1972 ist. Im Westen führt die Bundesstraße 13 am Dorf vorbei.

## Geschichte
Großnöbach wird erstmals im Jahr 972 als Neninpah urkundlich erwähnt. In der Konradinischen Matrikel aus dem Jahr 1315 ist erstmals eine Kirche im Ort nachgewiesen. Bis in das 17. Jahrhundert gehörte das Gebiet der Gemeinde Großnöbach zur Herrschaft Massenhausen. Im Zuge der Gemeindebildung nach dem Zweiten Gemeindeedikt bildete Großnöbach zusammen mit den Ortsteilen Weng, Gesseltshausen, Großeisenbach, Kleineisenbach, Kleinnöbach und Unterbruck eine selbständige Landgemeinde. Am 1. Januar 1971 wurde die bis dahin selbständige Gemeinde Jarzt eingegliedert. Am 1. April 1972 kamen Teile der Gemeinde Lauterbach hinzu. Am 1. Juli 1972 verlor Großnöbach den Status als selbständige Gemeinde und wurde nach Fahrenzhausen eingemeindet.

## Sehenswürdigkeiten
Das Ortsbild wird geprägt von der Filialkirche St. Margareth, einem spätmittelalterlichen Saalbau mit eingezogenem gerade abschließenden Chor mit angefügter Sakristei und Westturm.